# Bachen (Kempten)
Bachen ist eine Einöde und ein Ortsteil der kreisfreien Stadt Kempten (Allgäu). Die Einöde gehörte bis 1972 zur Ruralgemeinde Sankt Mang, die in diesem Jahr wieder Kempten angeschlossen wurde. 
Bachen wurde im Jahr 1738 als Einzelhof eines Jakob Schmid erstmals erwähnt. 1819 bestand der Einzelhof aus zehn, 1900 aus neun Bewohnern.